# Russische Basketballnationalmannschaft
Die russische Basketballnationalmannschaft der Herren repräsentiert Russland bei internationalen Spielen oder bei Freundschaftsspielen.

## Geschichte
Die russische Basketballnationalmannschaft wurde nach dem Zerfall der Sowjetunion 1992 gegründet. Sie übernahm die rechtliche Nachfolge der Basketballnationalmannschaft der Sowjetunion. Es stellten sich sofort die ersten Erfolge ein mit jeweils zweiten Plätzen bei der EM 1993 und der WM 1994. Diese Ergebnisse konnten vier Jahre später annähernd erreicht werden mit dem dritten Platz bei der EM 1997 und wiederum zweiten Platz bei der WM 1998. Die erste Qualifikation für die Olympische gelang 2000. Jedoch blieb die russische Nationalmannschaft dort ohne Erfolg und landete auf Platz 8.
Am Anfang des neuen Jahrtausends begann eine längere Phase des Misserfolgs für die russischen Basketballer. So belegten die Russen bei der WM 2002 den 10. Platz und konnte sich für die Olympischen Spiele 2004 genauso wenig qualifizieren wie für die WM 2006. Bei den Europameisterschaften war man in diesen Jahren zwar immer dabei, jedoch erreichte die Mannschaft keine Platzierungen unter den ersten drei. 
Im März 2006 wurde David Blatt als Trainer der russischen Nationalmannschaft berufen. Mit ihm gelang den Russen bei der EM 2007 der erste Titelgewinn seit dem Ende der Sowjetunion. Ebenso unter seiner Führung erreichten die Russen jeweils den dritten Platz bei der EM 2011 und den Olympischen Spielen 2012.

## Abschneiden bei internationalen Turnieren

### Olympische Sommerspiele
- 1996 – nicht qualifiziert
- 2000 – 8. Platz
- 2004 – nicht qualifiziert
- 2008 – Vorrunde
- 2012 – Bronzemedaille
- 2016 – nicht qualifiziert

### Weltmeisterschaften
- 1994 – Silbermedaille
- 1998 – Silbermedaille
- 2002 – 10. Platz
- 2006 – nicht qualifiziert
- 2010 – 7. Platz
- 2014 – nicht qualifiziert
- 2019 – 12. Platz
- 2023 – disqualifiziert

### Europameisterschaften
| - 1993 – 2. Platz - 1995 – 7. Platz - 1997 – 3. Platz - 1999 – 6. Platz - 2001 – 5. Platz | - 2003 – 8. Platz - 2005 – 8. Platz - 2007 – 1. Platz - 2009 – 7. Platz - 2011 – 3. Platz | - 2013 – 21. Platz - 2015 – 17. Platz - 2017 – 04. Platz - 2022 – disqualifiziert |